# 成圣
成圣（英語：sanctification），或聖化，是在各种宗教中广泛使用的一个古老概念，指一个事物或者一个人成为神圣的过程。成圣在字面上表示“为了特殊的目的分离”，相当于“使神圣”。此詞現今在中文經常作為基督教用詞使用，在语源学上来自拉丁语动词，词根表示“神圣”，表示“使”。
成聖在基督教的另一中文同義詞為「分別為聖」，此詞在舊約聖經與新約聖經均有出現，將「聖」認為是「歸於神 / 上帝 / 天主之內」的行為；但在舊約中指選民應從世俗中分離出來歸於神，新約則不著重「聖」與「俗」的分離，而強調人自身應效法耶穌基督而歸向神。

## 基督教
「成聖」分為廣義和狹義兩種。廣義的「成聖」包括聖靈的一切作為——把人帶入在耶穌基督內的信心和保守信徒的信心直至永生，這包括叫人回轉（悔改）、給予信心（叫人能夠因信稱義）和保守信心（帖撒羅尼迦後書2:13;使徒行傳26:18;以弗所書5:26 （页面存档备份，存于））。狹義的「成聖」指的是基督徒信靠耶穌基督的新生命，這包括了我們本性的更新和從在基督裡的信心流露出來的好行為（羅馬書12:1-2;帖撒羅尼迦前書4:7 （页面存档备份，存于））。狹義的「成聖」常被稱為「基督徒的生活」、「新生樣式」、「活出基督樣式」，從狹義上使用「成聖」一詞是聖經最常用的方式。
藉著上帝的道，上帝的靈在信徒裡面作工，使他們成聖：聖靈用聖經內的福音引領他們在上帝的恩慈中存喜樂的心，並藉此感動他們過成聖的生活，而福音就是信徒生命的動力。基督徒在新生命中的一切行事為人，必須符合上帝的旨意。基督教認為，人不能夠自行選擇作什麼來取悅上帝，只聽從神的指示去作工。上帝的律法已告訴人應作什麼、不應作什麼，聖靈藉此指導信徒，以免他們在無知之中自行選擇事奉神的工作，因為那些可能是不蒙悅納的事工。

### 「成聖」與「稱義」
基督教認為，「成聖」為「稱義」的果子，兩者密不可分，但亦有本質上的差別：
- （一）「稱義」是上帝本乎恩典、藉耶穌基督的功勞，為人類（for us）所完成的作為；「成聖」則是祂每天持續在人裡面（in us）提醒、感動和改變，讓信徒能夠抵抗魔鬼和人本身罪性的引誘、試探。
- （二）「稱義」是神藉耶穌基督的犧牲，一個「已完成」（finished and accomplished）的動作；而「成聖」則是一個「持續性」、「未完成」（ongoing and incomplete）的過程。
- （三）上帝的「稱義」是人得救的原因（cause of salvation）；而「成聖」是人得救後所結的果子（fruit of salvation），是人與基督連結後的一種自然流露。
- （四）「稱義」是神在基督裡的獨有作為，不在乎人神同工；「成聖」則是聖靈在信徒心裡作工的結果，叫人生活上有基督的樣式。
- （五）「稱義」叫人在神面前獲得一個新的身份（new status before God）；「成聖」則給予人與神同在的新生活（new life with God）。